# Асаналиева, Айганыш
Айганы́ш Асанали́ева (род. 13 марта 1989) — киргизская легкоатлетка, специалистка по барьерному бегу. Выступала за сборную Кыргызстана по лёгкой атлетике в 2000-х годах, победительница и призёрка первенств республиканского значения, действующая рекордсменка страны в беге на 60 метров с барьерами в помещении, участница ряда крупных международных стартов. Мастер спорта Кыргызской Республики.

## Биография
Айганыш Асаналиева родилась 13 марта 1989 года.
Впервые заявила о себе в лёгкой атлетике на международном уровне в сезоне 2005 года, когда вошла в состав киргизской сборной и выступила на юношеском мировом первенстве в Марракеше, где в зачёте бега на 100 метров с барьерами дошла до стадии полуфиналов.
В 2006 году в 100-метровом барьерном беге стала шестой на Мемориале Колпакова в Бишкеке, одержала победу на юниорском казахском первенстве в Алма-Ате, финишировала четвёртой на взрослом чемпионате Казахстана и шестой на Мемориале Косанова в Алма-Ате. Также принимала участие в юниорском мировом первенстве в Пекине, где выйти в финал не смогла.
В феврале 2007 года на Мемориале Эдуарда Григоряна в Москве завоевала бронзовую награду в беге на 60 метров в помещении и установила ныне действующий национальный рекорд Кыргызстана в данной дисциплине — 8,78. Помимо этого, отметилась выступлением на Кубке вызова в Москве, бежала 400 метров с барьерами на Мемориале Колпакова в Бишкеке, став на финише шестой.
В 2008 году в 400-метровом барьерном беге с результатом 1:02.70 выиграла бронзовую медаль на Кубке Узбекистана в Ташкенте, стартовала на юниорском азиатском первенстве в Джакарте, где установила личный рекорд — 1:02.23. По окончании сезона завершила карьеру.